# Llista de topònims de Masllorenç
Llista de topònims (noms propis de lloc) del municipi de Masllorenç, al Baix Penedès
Informació actualitzada per un bot. Els canvis manuals es perdran quan s'actualitzi!

## entitat singular de població
| imatge | Nom                | Ubicat a   | instància de                                   | Detalls | coordenades                                                                  | Protecció | Commons (més fotos) | Dades a WD                    |
| ------ | ------------------ | ---------- | ---------------------------------------------- | ------- | ---------------------------------------------------------------------------- | --------- | ------------------- | ----------------------------- |
|        | Masarbonès         | Masllorenç | entitat singular de població                   | 26 hab  | 41° 15′ 37″ N, 1° 26′ 19″ E / 41.2602°N,1.4387°E ca:Masarbonès 286 msnm      |           |                     | Modifica les dades a Wikidata |
|        | Masllorenç         | Masllorenç | entitat singular de població capital municipal | 442 hab | 41° 16′ 09″ N, 1° 24′ 53″ E / 41.26911915°N,1.41472876°E 370 msnm            |           |                     | Modifica les dades a Wikidata |
|        | la Font d'en Talló | Masllorenç | entitat singular de població                   | 99 hab  | 41° 15′ 59″ N, 1° 26′ 20″ E / 41.2664729098569°N,1.43881457316338°E 347 msnm |           |                     | Modifica les dades a Wikidata |

## església
| imatge | Nom                         | Ubicat a   | instància de | Detalls                                  | coordenades                                                                                 | Protecció                   | Commons (més fotos)      | Dades a WD                    |
| ------ | --------------------------- | ---------- | ------------ | ---------------------------------------- | ------------------------------------------------------------------------------------------- | --------------------------- | ------------------------ | ----------------------------- |
|        | Sant Bartomeu de Masarbonès | Masllorenç | església     | Estil: arquitectura popular              | 41° 15′ 39″ N, 1° 26′ 17″ E / 41.26082°N,1.43801°E                                          | bé cultural d'interès local |                          | Modifica les dades a Wikidata |
|        | Sant Ramon de Masllorenç    | Masllorenç | església     | Estil: arquitectura barroca 18th century | 41° 16′ 09″ N, 1° 24′ 53″ E / 41.26913°N,1.41463°E ca:Pl. Major - c. de l'Església 307 msnm | bé cultural d'interès local | Sant Ramon de Masllorenç | Modifica les dades a Wikidata |

## masia
| imatge | Nom         | Ubicat a   | instància de | Detalls | coordenades                                                       | Protecció | Commons (més fotos) | Dades a WD                    |
| ------ | ----------- | ---------- | ------------ | ------- | ----------------------------------------------------------------- | --------- | ------------------- | ----------------------------- |
|        | Cal Vives   | Masllorenç | masia        |         | 41° 16′ 27″ N, 1° 24′ 39″ E / 41.274064563566°N,1.4109106807303°E |           |                     | Modifica les dades a Wikidata |
|        | Mas Xamberg | Masllorenç | masia        |         | 41° 15′ 29″ N, 1° 26′ 30″ E / 41.258145°N,1.441805°E 287 msnm     |           |                     | Modifica les dades a Wikidata |

## muntanya
| imatge | Nom             | Ubicat a   | instància de | Detalls | coordenades                                                         | Protecció | Commons (més fotos) | Dades a WD                    |
| ------ | --------------- | ---------- | ------------ | ------- | ------------------------------------------------------------------- | --------- | ------------------- | ----------------------------- |
|        | Turó del Masnou | Masllorenç | muntanya     |         | 41° 16′ 16″ N, 1° 25′ 34″ E / 41.27115°N,1.42601944°E 361.2 msnm    |           |                     | Modifica les dades a Wikidata |
|        | la Pedrera      | Masllorenç | muntanya     |         | 41° 15′ 50″ N, 1° 25′ 03″ E / 41.26398333°N,1.41738833°E 362.1 msnm |           |                     | Modifica les dades a Wikidata |

## Misc
| imatge | Nom                             | Ubicat a             | instància de      | Detalls                 | coordenades                                                                   | Protecció                                  | Commons (més fotos)            | Dades a WD                    |
| ------ | ------------------------------- | -------------------- | ----------------- | ----------------------- | ----------------------------------------------------------------------------- | ------------------------------------------ | ------------------------------ | ----------------------------- |
|        | Sindicat Agrícola               | Masllorenç           | edifici           | Estil: noucentisme 1931 | 41° 16′ 12″ N, 1° 25′ 00″ E / 41.27013°N,1.4166°E ca:C. Major, 42-44 309 msnm | bé integrant del patrimoni cultural català | Sindicat Agrícola (Masllorenç) | Modifica les dades a Wikidata |
|        | casa consistorial de Masllorenç | Masllorenç           | casa consistorial |                         | 41° 16′ 08″ N, 1° 24′ 47″ E / 41.2688074°N,1.4130611°E                        |                                            |                                | Modifica les dades a Wikidata |
|        | la Coma dels Xampinyons         | Masllorenç           | granja            |                         | 41° 15′ 55″ N, 1° 25′ 27″ E / 41.265240764447°N,1.4242561056429°E             |                                            |                                | Modifica les dades a Wikidata |
|        | serra de les Vinyes             | Masllorenç Montferri | serra             |                         | 41° 15′ 30″ N, 1° 25′ 44″ E / 41.25843056°N,1.42895556°E 302.8 msnm           |                                            |                                | Modifica les dades a Wikidata |